# Archipiélago de Wiñaymarca
El Archipiélago de Wiñaymarca es un conjunto de islas ubicadas en el lago Titicaca, compartido entre Bolivia y Perú. En la parte boliviana está conformada por las islas: Taquiri, Suriqui, Pariti, Sicuya, entre otras. La parte peruana está conformada por 8 islas: Iscaya, Llote, Caana, Pataguata, Yuspique, Anapia, Suana y Caaño y dos islotes: Huatacaaño y Guatasuana. El archipiélago tienen la extensión de 18 kilómetros.
La isla más conocida es Anapia, allí se puede visitar restos arqueológicos, realizar caminatas, participar en actividades tradicionales y realizar paseos en botes. Mientras que la más grande es Yuspique, donde se crían vicuñas. Sus playas son de arena y piedra.
Las islas están habitadas por pobladores que conservan sus propias costumbres.